# Eucalyptus (álbum de Avey Tare)
Eucalyptus es el segundo álbum de estudio del cantante estadounidense Avey Tare. Fue publicado el 22 de julio de 2017 por el sello Domino Recording Company como la continuación de su álbum en solitario Down There (2010), Eucalyptus es su primer lanzamiento en solitario luego de la formación de su banda  Avey Tare's Slasher Flicks. Fue grabado por el compañero de banda de Animal Collective, Joshua Dibb, y presenta a los antiguos colaboradores Eyvind Kang y Angel Deradoorian.

## Producción
Un comunicado de prensa de Domino describió el álbum como "un movimiento electroacústico a través de hojas, rocas y polvo. Escrito en una soleada tarde de dormitorio en Los Ángeles, practicado en las oscuras primeras horas del crepúsculo de California y dormido bajo los cielos de Big Sur".
Portner escribió el álbum él mismo en 2014, pero debido a compromisos con su banda Animal Collective dejó de lado el material. En una entrevista con Stereogum, Portner explicó la escritura del álbum: 

...mi proceso sería más o menos: tomar mi guitarra acústica, sentarme en mi cama, simplemente pasar parte de la tarde o un par de horas tocando la guitarra y cantando con mi grabadora: grabo todo lo que toco. Me gusta encontrar un buen equilibrio entre la creatividad intuitiva y algo muy pensado. Y siento que lo más intuitivo, la mejor idea, es solo la primera que surge, a menudo. Así que acabo de recopilar un montón de ese tipo de cosas durante el año básicamente.

Su amigo y compañero de banda Josh Dibb propuso grabar correctamente el álbum en 2016. Los dos grabaron el álbum juntos en sus respectivos hogares.

## Promoción
Una semana antes de anunciar correctamente el álbum, Domino Records envió por correo varios paquetes a un puñado de destinatarios. En el paquete había un pequeño rompecabezas, que mostraba la carátula del álbum una vez ensamblado. La etiqueta de la caja enumeraba la lista de canciones y el personal.

## Lista de canciones
| N.º | Título                     | Duración |  |
| 1.  | «Season High»              | 5:47     |  |
| 2.  | «Melody Unfair»            | 5:07     |  |
| 3.  | «Ms. Secret»               | 5:32     |  |
| 4.  | «Lunch Out of Order Pt. 1» | 1:44     |  |
| 5.  | «Lunch Out of Order Pt. 2» | 1:52     |  |
| 6.  | «Jackson 5»                | 3:47     |  |
| 7.  | «DR aw one for J»          | 3:12     |  |
| 8.  | «PJ»                       | 4:13     |  |
| 9.  | «In Pieces»                | 3:05     |  |
| 10. | «Selection of a Place»     | 6:07     |  |
| 11. | «Boat Race»                | 2:16     |  |
| 12. | «Roamer»                   | 2:46     |  |
| 13. | «Coral Lords»              | 8:03     |  |
| 14. | «Sports in July»           | 4:46     |  |
| 15. | «When You Left Me»         | 4:12     |  |

La pista "Selection of a Place" también aparece en el EP Meeting of the Waters de Animal Collective, aunque figura en el EP como "Rio Negro Version". Las dos pistas solo comparten similitudes en la letra y la progresión de acordes.